# 章淮
章淮（15世紀—16世紀），字原豫，南直隸徽州府績溪縣瀛川人，明朝政治人物。

## 生平
章淮是嘉靖四年（1525年）乙酉科舉人，授太平縣教諭，教化士子，捐出俸祿接濟貧窮學生，任山東鄉試同考官；萬曆時陞為長沙推官，秉正審案，上級令他盤查十三縣內案件，所至每處發奸摘伏，人民稱呼他為「青天」，不久染上瘟疫在衡水去世，百姓為他寫下《全楚遺哀錄》，立祠祭祀。
章淮勵志遵從官箴，當官兩任都不攜帶家室，不貪求一錢，多次獲得撫按推薦。

## 引用
1. 1 2  嘉慶《績溪縣志·卷十·人物志》：章淮 字原豫，瀛川人，少失怙，事繼母孝，領嘉靖乙酉鄉薦，授浙江太平縣教諭，作興士類，每捐祿以□仕之貧窶；奉聘同考山東鄉試，尋陞長沙府推官，秉心公□、砥礪廉節，獄頓以平。部使委令盤查南北一十三郡□牘，所至發奸摘伏，民以青天呼之，觸□卒於衡水，百姓為著《全楚遺哀錄》，立祠祀焉。淮勵志官箴，兩任不攜家室，□清潔一錢不苟，屢應撫按薦剡。